# Cause of Death
Cause of Death (с англ. — «Причина смерти») — второй студийный альбом американской дэт-метал-группы Obituary, выпущенный 19 сентября 1990 года на лейбле Roadrunner Records. Это первый альбом группы, записанный с давним участником группы Фрэнком Уоткинсом на бас-гитаре и единственный альбом для гитариста Джеймса Мёрфи, бывшего участника дэт-метал-группы Death.
Cause of Death считается классическим альбомом дэт-метала. В 2019 году журнал Kerrang! поставил его на первое место в своём списке «15 величайших дэт-метал-альбомов 90-х». Автором обложки альбома является известный американский художник Майкл Уэлан.

## Об альбоме
Обложка альбома использовалась в сборнике рассказов Говарда Филлипса Лавкрафта «Кровавые рассказы ужаса и мрака», а часть её использовалась в качестве обложки в таких рассказах, как «Склеп» и «Карающий Рок над Сарнатом». Изначально предполагалось, что эта обложка будет использована для альбома Beneath the Remains бразильской трэш-метал-группы Sepultura, но Roadrunner Records разрешила использовать обложку Obituary первыми, хотя альбом Beneath the Remains вышел на год раньше альбома Cause of Death. Лейбл Roadrunner Records вынудили использовать для обложки другую художественную иллюстрацию Майкла Уэлана для альбома Beneath the Remains.
Obituary полностью исполнили альбом Cause of Death на фестивале Decibel Metal & Beer Fest 2019 года в Филадельфии, штат Пенсильвания.
Cause of Death содержит кавер-версию на Celtic Frost — «Circle of the Tyrants». Фронтмен Celtic Frost Том Дж. Уорриор с тех пор одобрил кавер.
Obituary отправились в турне по Соединённым Штатам в поддержку Cause of Death в ноябре 1990 года вместе с коллегами по лейблу Sepultura в качестве хедлайнера и Sadus, начав во Флориде. Они продолжили свою гастрольную деятельность в Европе в середине 1991 года.

## Значение
В марте 2023 года группа авторов американского издания Rolling Stone включила песню «Chopped in Half» из этого альбома в список «100 величайших хеви-метал песен всех времён». В этом рейтинге она заняла 74-ю позицию, заметку о ней составил Ким Келли.

## Список композиций
| №                   | Название                                        | Музыка                                                               | Длительность |
| ------------------- | ----------------------------------------------- | -------------------------------------------------------------------- | ------------ |
| 1.                  | «Infected»                                      | Тревор Перес, Дональд Тарди, Джон Тарди                              | 5:34         |
| 2.                  | «Body Bag»                                      | Тревор Перес, Дональд Тарди, Джон Тарди                              | 5:49         |
| 3.                  | «Chopped in Half»                               | Тревор Перес, Дональд Тарди, Джон Тарди                              | 3:43         |
| 4.                  | «Circle of the Tyrants» (кавер на Celtic Frost) | Томас Габриэль Фишер                                                 | 4:25         |
| 5.                  | «Dying»                                         | Тревор Перес, Дональд Тарди, Джон Тарди, Джеймс Мёрфи, Фрэнк Уоткинс | 4:29         |
| 6.                  | «Find the Arise»                                | Тревор Перес, Дональд Тарди, Джон Тарди                              | 2:51         |
| 7.                  | «Cause of Death»                                | Тревор Перес, Аллен Уэст, Джон Тарди                                 | 5:38         |
| 8.                  | «Memories Remain»                               | Тревор Перес, Дональд Тарди, Джон Тарди                              | 3:44         |
| 9.                  | «Turned Inside Out»                             | Тревор Перес, Дональд Тарди, Джон Тарди                              | 4:57         |
| Общая длительность: | Общая длительность:                             | Общая длительность:                                                  | 41:02        |

| №   | Название                 | Музыка                                  | Длительность |
| --- | ------------------------ | --------------------------------------- | ------------ |
| 10. | «Infected» (Демо)        | Тревор Перес, Дональд Тарди, Джон Тарди | 4:16         |
| 11. | «Memories Remain» (Демо) | Тревор Перес, Дональд Тарди, Джон Тарди | 3:34         |
| 12. | «Chopped in Half» (Демо) | Тревор Перес, Дональд Тарди, Джон Тарди | 3:45         |

## Участники записи
| Obituary - Джон Тарди — вокал - Джеймс Мёрфи — соло-гитара - Тревор Перес — ритм-гитара - Фрэнк Уоткинс — бас-гитара - Дональд Тарди — барабаны | Производственный персонал - Скотт Бёрнс — аудиоинженер, микширование, продюсер - Майк Фуллер — мастеринг - Роб Майворт — арт-дизайн - Патриция Муни — арт-директор - Кэрол Сигал — фотограф - Кент Смит — звуковые эффекты - Аллен Уэст — гитара (в песне «Cause of Death») - Майкл Уэлан — арт-дизайн |